# Stradivari Solomon, ex Lambert
Lo Stradivari Solomon, ex Lambert è un antico violino fabbricato nel 1729 dal liutaio italiano Antonio Stradivari di Cremona (1644–1737). Lo strumento prende il nome dai precedenti proprietari Seymour Solomon, cofondatore della Vanguard Records e dalla violinista britannica Dorothy Mary Murray Lambert.
Il Solomon, ex Lambert proviene dal periodo maturo di Stradivari e conserva il profilo audace, le curvature superbe e i materiali di qualità che rappresentano la potenza, la sonorità e l'equilibrio tonale per i quali il suo lavoro è riconosciuto.

## Provenienza
Il primo proprietario documentato dello Stradivari Solomon, ex Lambert fu il commerciante ed esperto di Berlino August Riechers che lo vendette a "Miss Price", una studentessa di violino che studiava a Berlino in quel momento. Dalla Price il violino passò al venerabile collezionista inglese Robert Bower, uno dei principali intenditori della sua epoca che possedeva non meno di ventiquattro strumenti Stradivari. Nel 1922 il violino fu venduto attraverso i mediatori londinesi di John e Arthur Beare a Ernest E. Winterbotham che pagò 1.600 sterline inglesi e regalò il violino a sua moglie Dorothy Mary Murray Lambert.
Nota come Miss Murray Lambert, era tra le poche donne britanniche degli anni 1920 e 1930 a perseguire la carriera di violinista da concerto. Studente sia di Carl Flesch che di Leopold Auer, era una sostenitrice dei compositori contemporanei britannici e una prolifica interprete delle opere di Sir Hamilton Harty. Si dice che le sue esibizioni della Sonata per violino n. 1 di Frederick Delius abbiano ispirato l'artista Hugh Riviere R.A. (1869–1956) a creare il suo ritratto a figura intera, Delius Sonata. Alla fine degli anni '30, la Lambert si ritirò dalle scene per concentrarsi sull'insegnamento che continuò negli anni '50.
Dopo la morte della Lambert il violino fu messo all'asta nel 1972 come "Proprietà di Miss Murray Lambert", venduto per £ 17.500 sterline a Seymour Solomon.
Il 23 febbraio 2007 si tenne un'esibizione dimostrativa del Solomon, ex Lambert del violinista Ruth Palmer per il lancio sui giornali dell'asta di Christie's. Il violino fu venduto per 2.728 milioni di dollari il 2 aprile 2007 a un offerente anonimo rappresentato dall'agente acquirente di violini Ric Heinl.